# Friedrichstal (Stutensee)
Friedrichstal is een plaats in de Duitse gemeente Stutensee, deelstaat Baden-Württemberg, en telt 4975 inwoners (2007).